# René Dreyfus

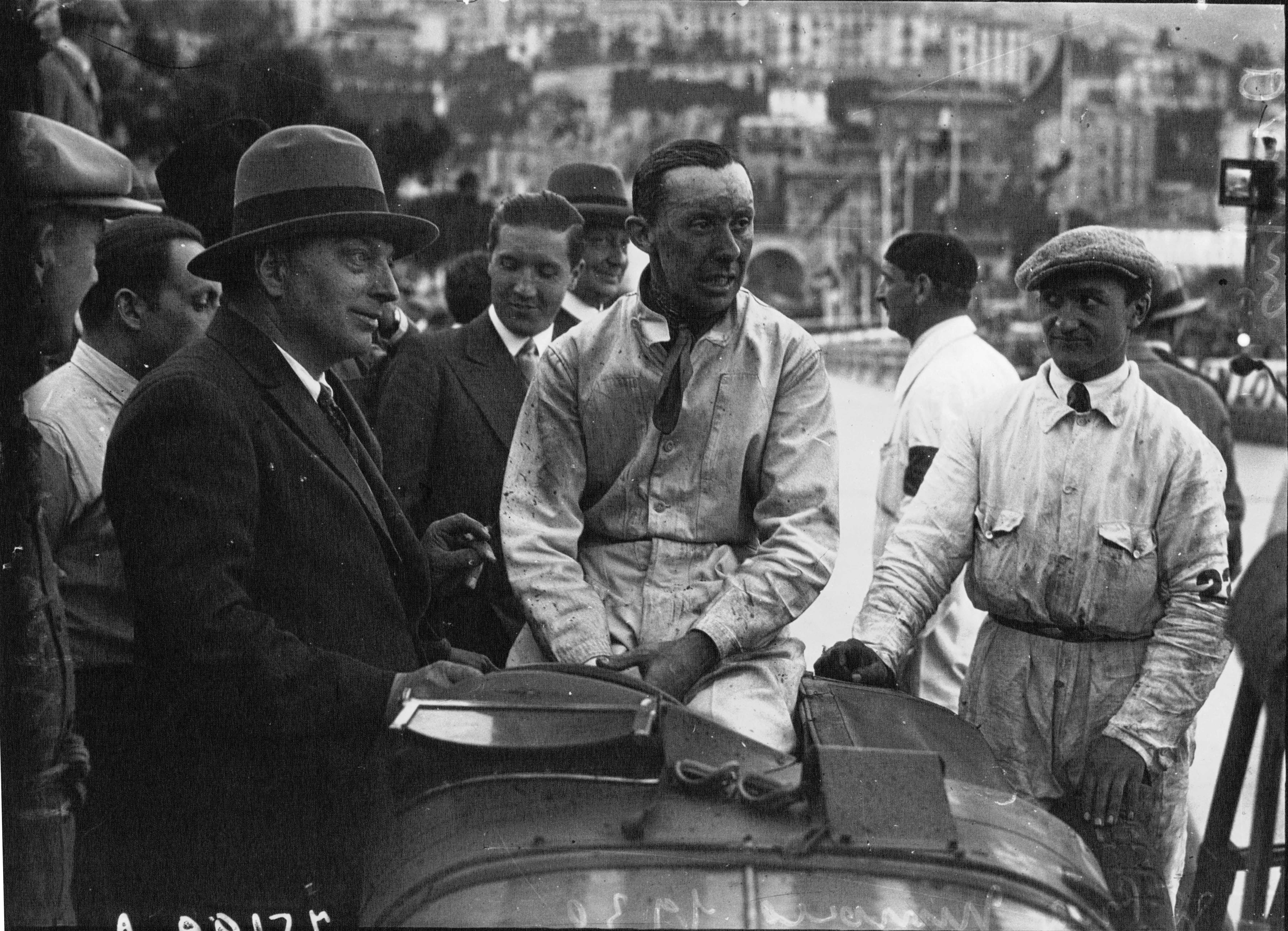
René Dreyfus (in der Mitte) beim Großen Preis von Monaco 1930

René Albert Dreyfus (* 6. Mai 1905 in Nizza; † 16. August 1993 in New York City) war ein französischer Automobilrennfahrer.

## Karriere
Als junger Mann überzeugte René Dreyfus seine Mutter, Besitzerin einer Papierfabrik, dass er mit einem schnellen Auto mehr Kunden besuchen könne, worauf sie ihm einen Bugatti kaufte und er sein erstes Rennauto hatte. Mit Fahrzeugen dieser Marke feierte er dann auch seine größten Erfolge. 1930 siegte er überraschend beim Grand Prix von Monaco vor dem Lokalmatador Louis Chiron. Auch den Großen Preis von Belgien 1934 gewann er. Später trat Dreyfus auf verschiedenen Marken (unter anderem Alfa Romeo) an. Am 13. Juni 1937 gewann er in Florenz den „Gran Premio 1500“ auf einem Maserati. Gegen die Übermacht der Silberpfeile in den späten 1930er-Jahren konnte jedoch auch er kaum etwas ausrichten. Allerdings feierte er beim Grand Prix de Pau 1938 in einem Delahaye einen vielbejubelten Sieg über die deutsche Dominanz.
Während des Zweiten Weltkrieges übersiedelte René Dreyfus in die USA, nahm die amerikanische Staatsbürgerschaft an und eröffnete in New York City ein Restaurant, das vor allem von Rennfahrerkollegen gut besucht war. Ins Cockpit eines Rennwagens kehrte er noch einmal zurück, um 1952 ein drittes und letztes Mal am 24-Stunden-Rennen von Le Mans teilzunehmen.

## Galerie

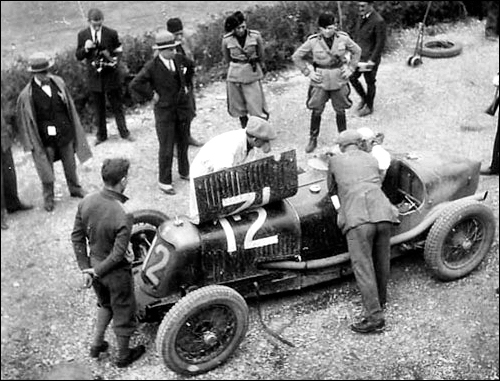
Im Maserati M26 bei der Targa Florio 1931
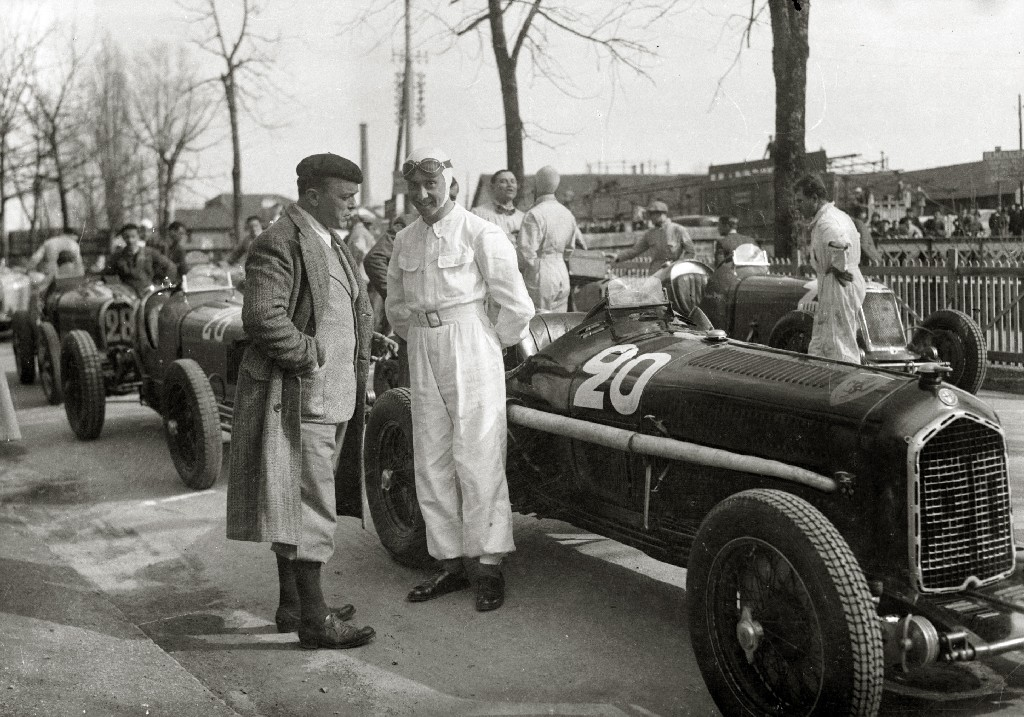
Beim Grand Prix de Pau 1935
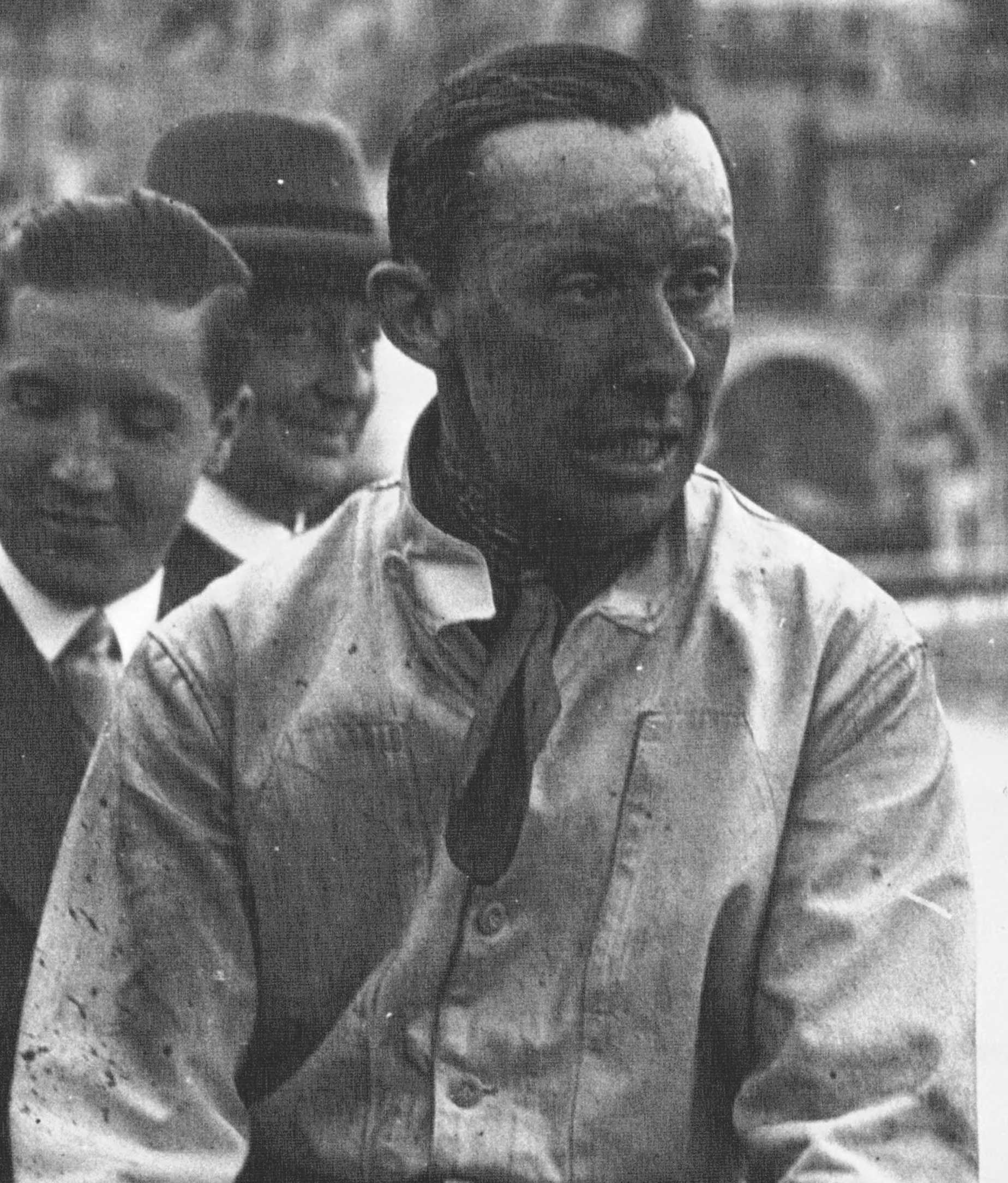
1930 in Monaco
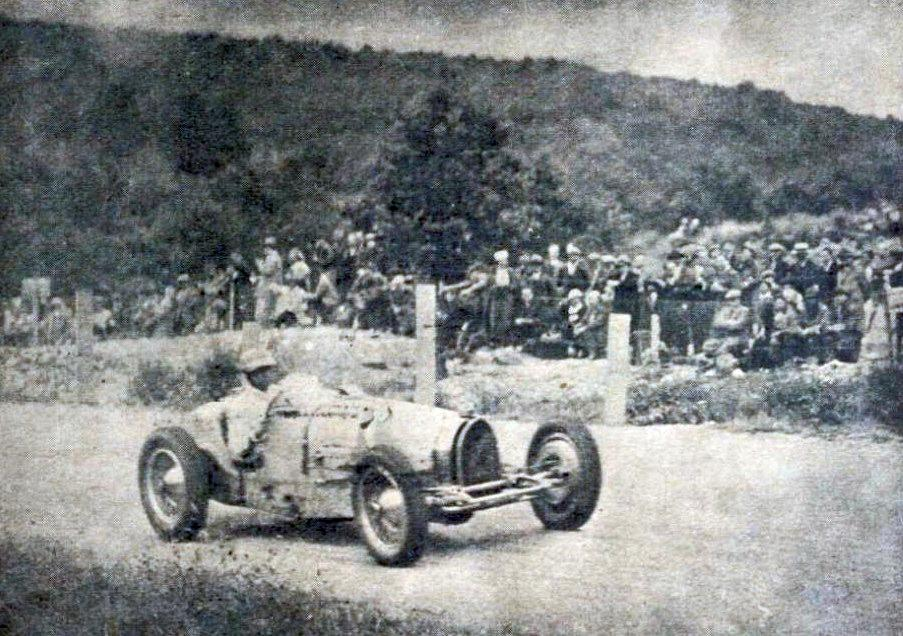
Bei seinem Sieg beim Großen Preis von Belgien 1934
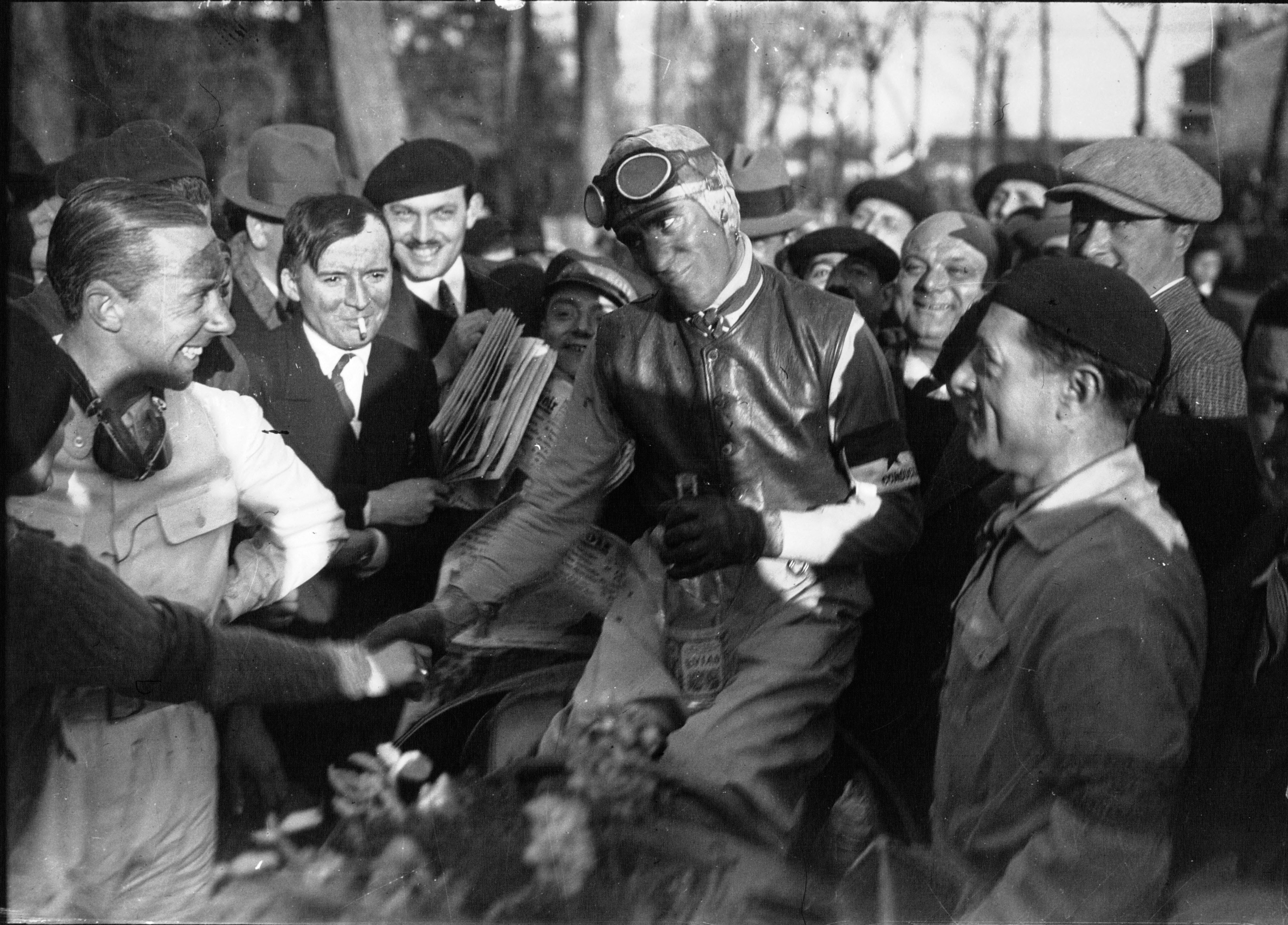
Gemeinsam mit Tazio Nuvolari, nach deren Sieg beim Grand Prix de Pau 1935
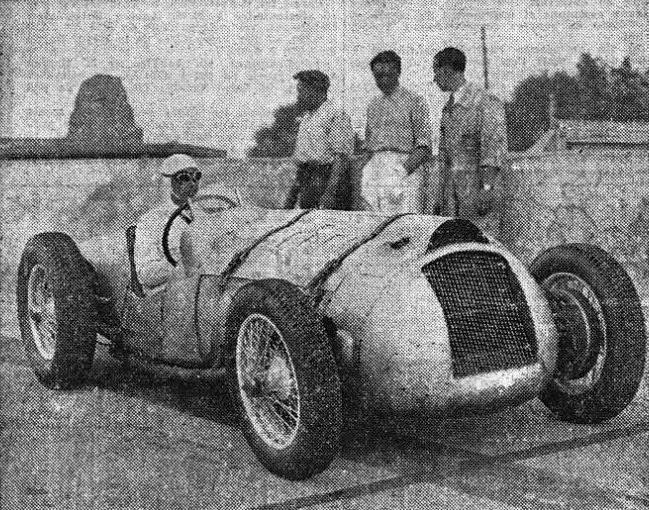
Bei seinem Sieg im Delahaye 145 1937 in Montlhéry
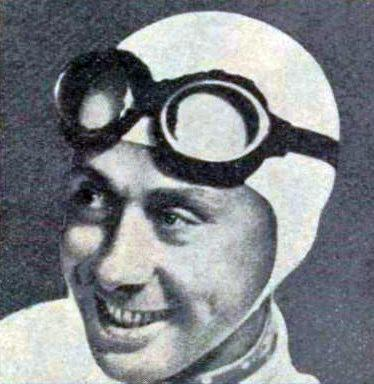
1938

## Statistik

### Vorkriegs-Grands-Prix-Ergebnisse
| Saison | Team                        | Wagen                                   | 1   | 2   | 3   | 4   | 5 | 6 | 7 | Punkte | Position |
| ------ | --------------------------- | --------------------------------------- | --- | --- | --- | --- | - | - | - | ------ | -------- |
| 1931   | Officine A. Maserati        | Maserati 26M                            |     |     |     |     |   |   |   | 20     | 15.      |
| 1931   | Officine A. Maserati        | Maserati 26M                            | 8   |     |     |     |   |   |   | 20     | 15.      |
| 1932   | R. Dreyfus (privat)         | Bugatti T51                             |     |     |     |     |   |   |   | 12     | 4.       |
| 1932   | R. Dreyfus (privat)         | Bugatti T51                             | 5   | 5   | 4   |     |   |   |   | 12     | 4.       |
| 1933   | Automobiles E. Bugatti      | Bugatti T51 / Bugatti T59               |     |     |     |     |   |   |   | —      | —        |
| 1933   | Automobiles E. Bugatti      | Bugatti T51 / Bugatti T59               | 3   | DNA | 3   | DNA | 6 |   |   | —      | —        |
| 1934   | Automobiles E. Bugatti      | Bugatti T59                             |     |     |     |     |   |   |   | —      | —        |
| 1934   | Automobiles E. Bugatti      | Bugatti T59                             | 3   | DNF |     | 1   |   | 7 |   | —      | —        |
| 1935   | Scuderia Ferrari            | Alfa Romeo Tipo B/P3 / Alfa Romeo 8C-35 |     |     |     |     |   |   |   | 36     | 5.       |
| 1935   | Scuderia Ferrari            | Alfa Romeo Tipo B/P3 / Alfa Romeo 8C-35 | 2   |     | 4   | DNS | 7 | 2 |   | 36     | 5.       |
| 1936   | Scuderia Ferrari            | Alfa Romeo 12C-36                       |     |     |     |     |   |   |   | 24.    | 10.      |
| 1936   | Scuderia Ferrari            | Alfa Romeo 12C-36                       |     | Ret | Ret | 4   |   |   |   | 24.    | 10.      |
| 1938   | Ecurie Bleue                | Delahaye 145                            |     |     |     |     |   |   |   | 24     | 9.       |
| 1938   | Ecurie Bleue                | Delahaye 145                            | DNA | 5   | 8   |     |   |   |   | 24     | 9.       |
| 1939   | Ecurie Lucy O’Reilly Schell | Delahaye 145 / Maserati 8CTF            |     |     |     |     |   |   |   | 20     | 6.       |
| 1939   | Ecurie Lucy O’Reilly Schell | Delahaye 145 / Maserati 8CTF            |     | 7   | 4   | 8   |   |   |   | 20     | 6.       |

| Legende  | Legende                                                                   | Legende                                                                   | Legende   |
| Farbe    | Bedeutung                                                                 | Bedeutung                                                                 | EM-Punkte |
| -------- | ------------------------------------------------------------------------- | ------------------------------------------------------------------------- | --------- |
| Gold     | Sieg                                                                      | Sieg                                                                      | 1         |
| Silber   | 2. Platz                                                                  | 2. Platz                                                                  | 2         |
| Bronze   | 3. Platz                                                                  | 3. Platz                                                                  | 3         |
| Grün     | Klassifiziert, mehr als 75% der Renndistanz zurückgelegt                  | Klassifiziert, mehr als 75% der Renndistanz zurückgelegt                  | 4         |
| Blau     | nicht punkteberechtigt, zwischen 50% und 75% der Renndistanz zurückgelegt | nicht punkteberechtigt, zwischen 50% und 75% der Renndistanz zurückgelegt | 5         |
| Violett  | nicht punkteberechtigt, zwischen 25% und 50% der Renndistanz zurückgelegt | nicht punkteberechtigt, zwischen 25% und 50% der Renndistanz zurückgelegt | 6         |
| Rot      | nicht punkteberechtigt, weniger als 25% der Renndistanz zurückgelegt      | nicht punkteberechtigt, weniger als 25% der Renndistanz zurückgelegt      | 7         |
| Farbe    | Abkürzung                                                                 | Bedeutung                                                                 | EM-Punkte |
| Schwarz  | DSQ                                                                       | disqualifiziert (disqualified)                                            | 8         |
| Weiß     | DNS                                                                       | nicht gestartet (did not start)                                           | 8         |
| Weiß     | DNA                                                                       | nicht erschienen (did not arrive)                                         | 8         |
| sonstige | P/fett                                                                    | Pole-Position                                                             | 8         |
| sonstige | SR/kursiv                                                                 | Schnellste Rennrunde                                                      | 8         |
| sonstige | DNF                                                                       | Rennen nicht beendet (did not finish)                                     | 8         |

### Le-Mans-Ergebnisse
| Jahr | Team           | Fahrzeug                      | Teamkollege          | Platzierung | Ausfallgrund     |
| ---- | -------------- | ----------------------------- | -------------------- | ----------- | ---------------- |
| 1937 | Ecurie Bleue   | Delahaye 135CS                | Henri Stoffel        | Rang 3      |                  |
| 1938 | Ecurie Bleue   | Delahaye 145                  | Louis Chiron         | Ausfall     | kein Öldruck     |
| 1952 | Luigi Chinetti | Ferrari 340 America Barchetta | Pierre Louis-Dreyfus | Ausfall     | Kupplungsschaden |

### Sebring-Ergebnisse
| Jahr | Team         | Fahrzeug      | Teamkollege | Platzierung | Ausfallgrund |
| ---- | ------------ | ------------- | ----------- | ----------- | ------------ |
| 1955 | S. H. Arnolt | Arnolt Bolide | Bob Grier   | Rang 29     |              |

### Einzelergebnisse in der Sportwagen-Weltmeisterschaft
| Saison | Team         | Rennwagen     | 1   | 2   | 3   | 4   | 5   | 6   |
| ------ | ------------ | ------------- | --- | --- | --- | --- | --- | --- |
| 1955   | S. H. Arnolt | Arnolt Bolide | BUA | SEB | MIM | LEM | RTT | TAR |
| 1955   | S. H. Arnolt | Arnolt Bolide | 29  |     |     |     |     |     |